# Suzanne Goodwin
Pour les articles homonymes, voir Goodwin.
Suzanne Goodwin (née Suzanne Ebel le 27 septembre 1916 à Sutton et morte le 28 février 2008) était une romancière britannique spécialisée dans les romans d'amour. Elle a également signé ses livres sous le pseudonyme Cecily Shelbourne.